# ابوکوبی
ابوکوبی (به لاتین: Abokobi) در غنا است که در منطقه آکرای بزرگ واقع شده‌است.

## خصوصیات
ابوکوبی ۷۰ متر بالاتر از سطح دریا واقع شده‌است.